# Barnlåtar
Barnlåtar är ett studioalbum av James & Karin, utgivet 1974. Albumet är deras första med låtar riktade till barn och innehåller flera välkända låtar, däribland "Älgarna demonstrerar" och "Tandborstvisan".

## Låtlista
Sida A
1. "Jag är litet brev" - 1:45 (Hollingworth)
2. "Här kommer lille Nöffe" - 2:07 (Hollingworth-Liungman)
3. "Mormor" - 1:34 (Hollingworth)
4. "Ebert" - 1:57 (Hollingworth-Liungman)
5. "Trafiklåten" - 1:04 (Hollingworth)
6. "Har du grävt nån grop idag?" - 2:31 (Hollingworth-Liungman)
7. "Vaggvisa för ökenrävar" - 1:31 (Liungman)
8. "Sagan om Stefan" - 4:03 (Hollingworth-Liungman)

Sida B
1. "Älgarna demonstrerar" - 2:55 (Hollingworth-Liungman)
2. "Tandborstvisan" - 1:16 (Hollingworth)
3. "Flygarhunden från Mirleft" - 3:04 (Hollingworth-Liungman)
4. "Villjam" - 1:27 (Hollingworth-Liungman)
5. "Skaffa katt" - 1:39 (Liungman)
6. "Flytvästvisan" - 1:33 (Hollingworth)
7. "Den dan då skogen brann" - 4:09 (Hollingworth-Liungman)
8. "Jag vill ha vitaminer" - 0:37 (Hollingworth)

## Personal
- James Hollingworth och Karin Liungman - sång, gitarr, autoharp, knäppmoj, munspel, kazoo, flöjt, bendir, nagelfil och tandborste.
- Mike Watson - bas
- Roger Palm - trummor
- Lasse Gustavsson och Peter Olsson - tekniker
- "Olle" och "Calle" - älgimitationer